# Aysén, Chile
Aysén este o comună din provincia Aisén, regiunea Aisén, Chile, cu o populație de 22.421 locuitori (2012) și o suprafață de 29970,4 km2.